# Génération (histoire sociale et politique)
Pour les articles homonymes, voir Génération.
Génération est un ouvrage en deux tomes, coécrit par Hervé Hamon et Patrick Rotman, et paru en 1987 pour préparer le vingtième anniversaire de Mai 68. Cette enquête d'histoire sociale et politique, écrite sous une forme romancée, constitue une encyclopédie du gauchisme des années 1960 et des années 1970, avant et après les évènements de Mai 68. Consacrée aux jeunes gens nés entre 1935 et 1945, elle arrive en complément de leurs deux précédentes enquêtes, également couronnées de succès : Les porteurs de valises (1979), et La deuxième gauche (1982).

## Histoire
Qualifié de « monument livresque », et de « voyage au pays du gauchisme des années 1970 », la série Génération a un Tome 1, Les Années de rêve pour les années 1960 et un Tome 2, Les Années de poudre, pour les années 1970, avec en filigrane l'analyse du non-passage du « psychodrame social » tissé par les gauchistes au terrorisme comme ont pû le connaitre au même moment l'Allemagne et l'Italie.
Les auteurs ont fait le « choix de la démarche » de « journalisme d'investigation », fondé notamment sur des entretiens non directifs, en vue de constituer une « fresque » écrite au présent de l'indicatif, qui « fera date » et qui pour l'un d'eux est proche de l'autobiographie. Hervé Hamon a été professeur de philosophie pendant cinq années dans l'Éducation nationale, tandis que Patrick Rotman, dont les parents appartenaient à la Résistance durant la Seconde Guerre mondiale, avait milité au sein de la mouvance trotskiste et plus précisément de la Ligue communiste, après les évènements de Mai 68, comme secrétaire de rédaction de l'hebdomadaire Rouge. 
Le procédé de narration et d'investigation, basé souvent sur le ressort tragique ou comique, est articulé autour des trajectoires de quelques personnages centraux, autour desquels gravitent plusieurs dizaines d'autres, l'entrelacs des destinées et points de rencontre tentant de « dépasser l'observation entomologiste pour déboucher sur l'analyse historique », en mettant en lumière l'influence du second conflit mondial et de la guerre d'Algérie, pour des acteurs eux- mêmes souvent fils ou neveux de déportés. L'enquête décrit une série d'actions parfois très violentes et tentant d'exprimer "une sorte de schizophrénie", tiraillée "entre une analyse très idéologique des conflits sociaux et du combat politique et un souffle libertaire".
Le livre décrit les violents affrontements du 21 juin 1973 à Paris et la façon dont les dirigeants du service d'ordre ont porté secours d'urgence à des policiers blessés. Le frère de l'un des auteurs a été militant de l'un des partis qui avaient été impliqués. La fin de l'enquête se recentre sur les quelques personnages centraux interrogés, qui, deux décennies après Mai 68, s'admirent, avec une « manière de narcissisme », tout en « répudiant, en paroles, en actions et en pensées - imprimées » —, les thèmes mobilisateurs et la vision du monde qui furent les leurs, « la contradiction ne semblant tarauder que les plus lucides ».

## Sociologie

### L'angle générationnel
L'enquête part de la génération née dans les années 1930, pour laquelle le combat anticolonial fut « souvent identitaire », qui a fourni à Mai 1968 son encadrement, en lui « greffant » ses « héritages » mais aussi ses « archaïsmes », tandis que les « baby boomers », nés après la Seconde Guerre mondiale et appelés sommairement les « piétons de mai », ont fourni au mouvement sa consistance statistique, « sans avoir été forcément marqués préalablement par les grandes idéologies d’extrême gauche ».
Les auteurs considèrent qu'il s'agissait d'un mouvement générationnel (les baby-boomer) du Quartier latin). Ce à quoi Alain Geismar a répondu en 2008 que, « durant ces dix ans (1963-1973), ce sont toutes les couches de la population qui participent aux actions ».

### Ethnocentrisme, anachronisme et parisiniansime
Pour l'historien Philippe Artières cité par le quotidien Libération en 2018, l'événement est « avant tout des gens qui ont fait grève pendant plusieurs semaines » dans une France affectée par des pénuries, en bref « un mouvement social » conflictuel qui avait été jusque-là « trop culturalisé, esthétisé ». Cette dimension de Mai 68 n'apparait quasiment pas dans l'enquête, qui raconte par ailleurs à 90 % des événements parisiens, en choisissant parmi eux ceux qui ont été vécus par des personnalités en vue dans le monde politique et médiatique lors de la publication du livre.
Le mai 68 marseillais a par exemple été longtemps « occulté parce que la mémoire de mai 68 a été construite par les têtes d’affiches parisiennes », dont la quarantaine de biographies constituent l'ossature du livre Génération d'Hervé Hamon et Patrick Rotman, « un petit groupe, parisien, d’origine plutôt bourgeoise et poursuivant de brillantes études » avant Mai 68.
Génération ne consacre cependant que deux pages sur les deux mille de ses deux tomes à l'épisode du Mouvement du 22 mars à Nanterre, alors que celui-ci sera dans les décennies suivantes l'objet d'énormes et souvent imprécises commémorations médiatiques, passant à côté des événements beaucoup plus massifs quelques semaines plus tôt, côté étudiants, lors du Mai 68 en Auvergne, du Mai 68 en Provence et du Mai 68 à Nantes et côté ouvriers lors du Mai 68 à Caen.

## Contexte de la publication

### Contexte politique français et allemand
L'enquête est publiée dans un contexte politique français marqué par le ralliement au PS de plusieurs figures du gauchisme. Henri Weber, ex-dirigeant de la Ligue communiste, abondamment cité dans le livre, est entré au Parti socialiste (PS) en 1986, la même année que Jean-Christophe Cambadélis, qui dirige une autre branche du trostskysme, le Parti communiste internationaliste, dit lambertiste, qui a amené avec lui au PS en avril 1986, près de 450 autres militants, pour l'essentiel du syndicat étudiant UNEF. 
Des anciens gauchistes de Mai 68 comme les maoistes Jean-Marc Salmon en 1984 et Roland Castro en 1989 rejoignent alors les cabinets ministériels socialistes.
Lors des Élections législatives françaises de 1988, qui suivent une présidentielle où le PCF est tombé à seulement 4,8 % des voix, plusieurs de ces ralliés sont investis par le Parti socialiste, y compris Henri Weber. Le PS obtient pour la première fois une majorité des sièges sans avoir besoin du PCF, avec avoir réuni près de 37 % des suffrages au premier tour. En Allemagne, l'ex-figure de Mai 68 Daniel Cohn-Bendit a réjoint le parti politique des Verts en 1984, dans le sillage de son ami Joschka Fischer, et publie un livre, Nous l'avons tant aimé la révolution.

## Critique
La critique de cette enquête, qui fourmille d'anecdotes parfois embarrassantes pour les personnalités mises en scène, porte surtout sur le « registre statistique », les quelques centaines de jeunes gens décrits ne pouvant constituer à eux seuls une « génération ». Ainsi, Olivier Orain estime que la notion de « génération », « imposée au forceps par les livres à succès de Hervé Hamon et Patrick Rotman », a largement contribué à « focaliser l’attention sur la trajectoire de quelques individus célèbres » devenus des emblèmes de Mai 68, comme Serge July ou Alain Geismar, au risque « d'interdire durablement une interrogation historiographique sereine. »
La critique porte aussi sur le parisianisme de l'ouvrage d'Hamon et Rotman et de ses personnages centraux. Cette observation a stimulé d'autres enquêtes sur la province, comme L'Insubordination ouvrière, vaste investigation de Stéphane Vigna débutant avec les événements de Mai 68, et se terminant avec les grèves des sidérurgistes de Lorraine en 1979. Ce dernier ouvrage a permis des éclairages nouveaux, à partir de sources peu interrogées jusqu’alors, comme les comptes-rendus des Renseignements Généraux (RG) sur l’ampleur du mouvement de Mai 68 en Province.
Enfin, on a également souligné la faible présence, dans l'ouvrage, de tout un courant de la « culture de gauche » de cette époque: il s'agit de la « nouvelle gauche », en gestation dans les années 1950, du « mendésisme » à la guerre d'Algérie, au PSA et au PSU; il est vrai que les auteurs s'y étaient intéressés dans leur ouvrage précédent, « La deuxième gauche » (1982), consacré en particulier à la CFDT. 
De manière beaucoup plus anecdotique et triviale, certaines imprécisions ont pu être relevées. Ainsi, au sujet de Daniel Cohn-Bendit avant et pendant Mai 68, les auteurs de Génération affirment qu'il « joue au foot, se faufile dans les tribunes du Parc des Princes pour soutenir les tricolores avec un chauvinisme juvénile »; en réalité, l'hebdomadaire France Football ne publie que le 21 janvier 1969 la photo de la maquette du « nouveau »  Parc des Princes jusque-là excusivement consacré au Tour de France et au cyclisme.

## Série documentaire
En 1988, l'enquête de l'ouvrage est adaptée en une série documentaire en 15 épisodes, également nommée Génération. Réalisée sous la direction de Daniel Edinger, cette série consiste avant tout en entretiens menés par les auteurs de l'ouvrage (Patrick Rotman et Hervé Hamon),.